# Motorplog

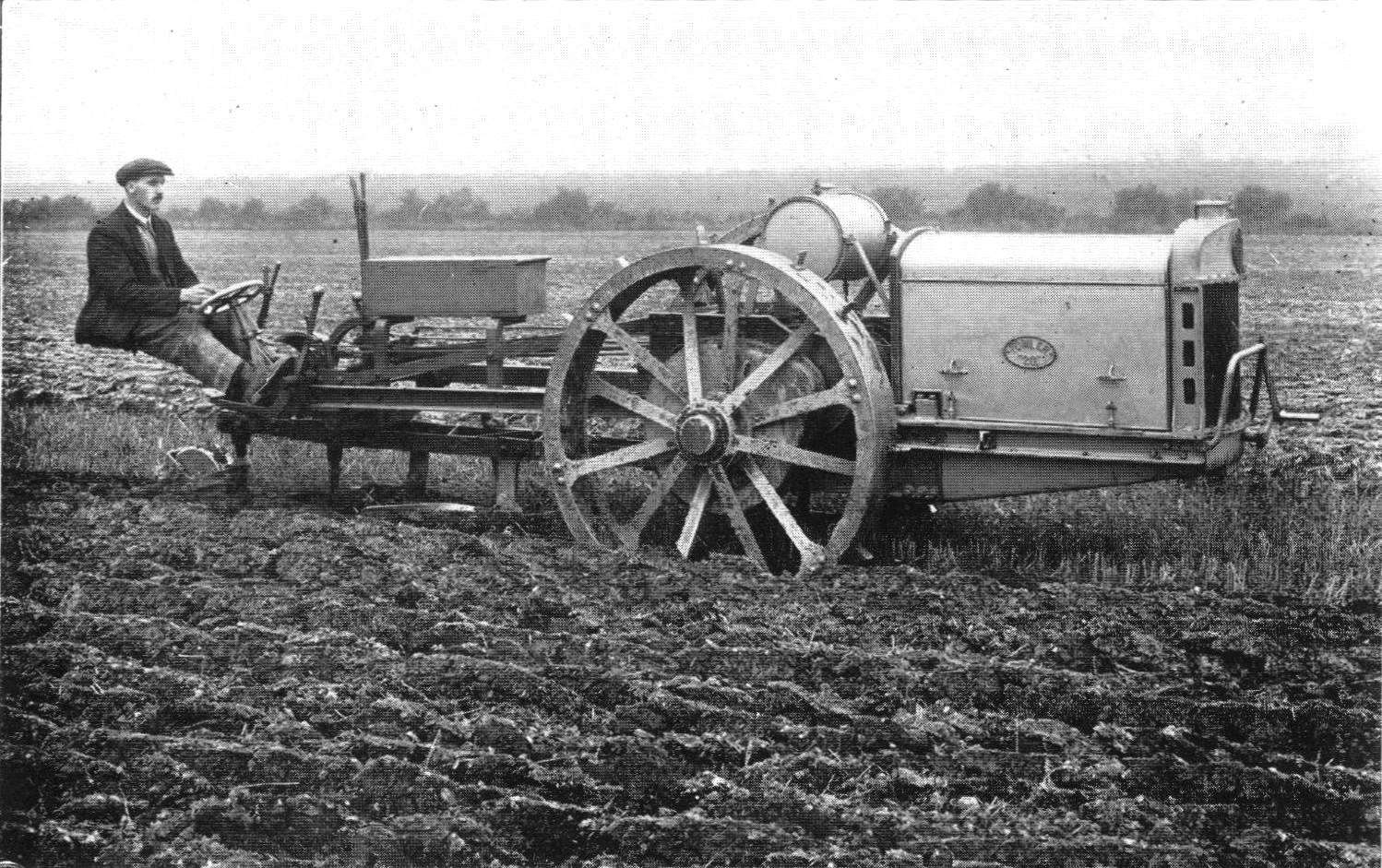
Fowler motorplog, 1922

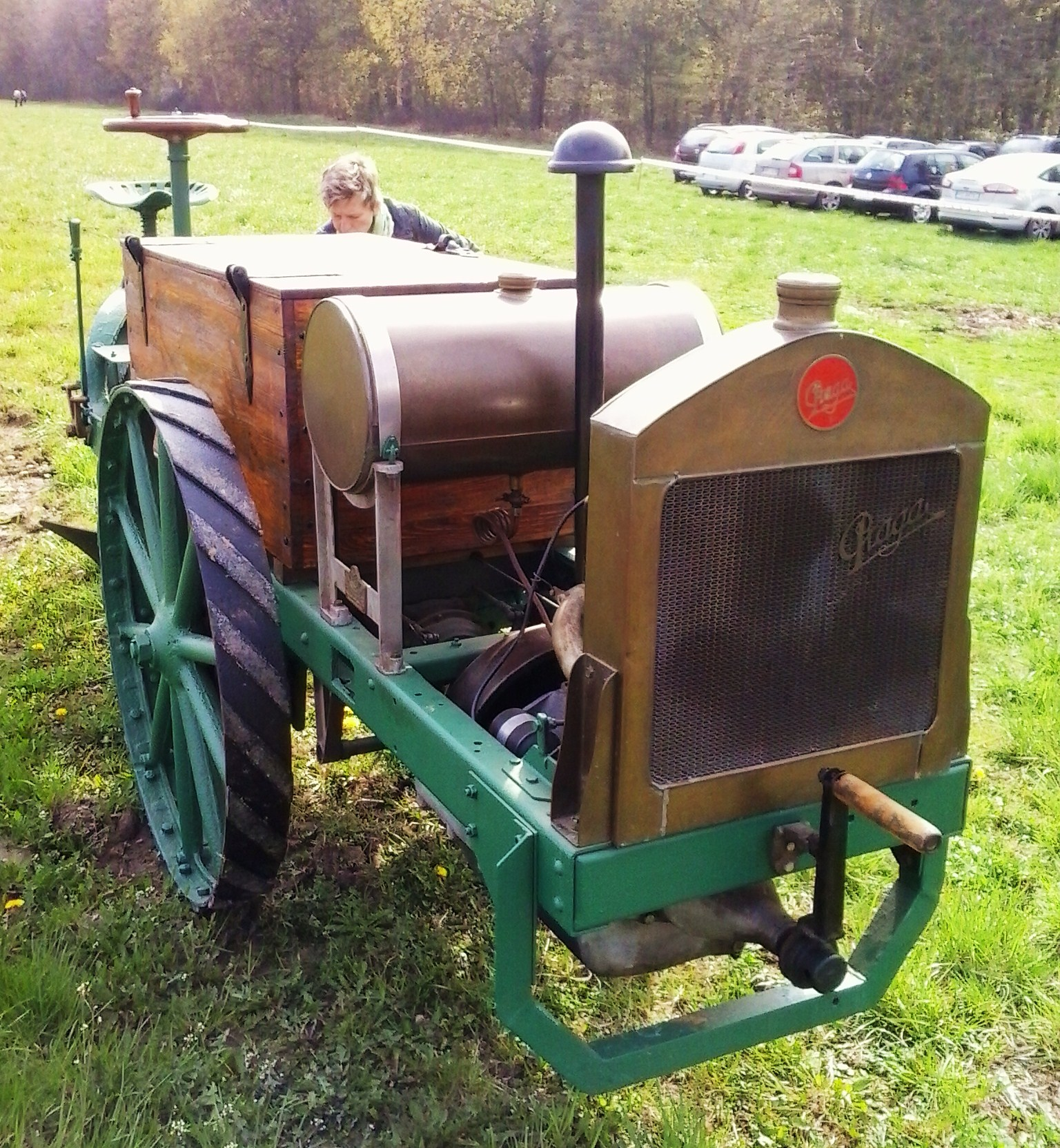
Praga motorplog, 1914

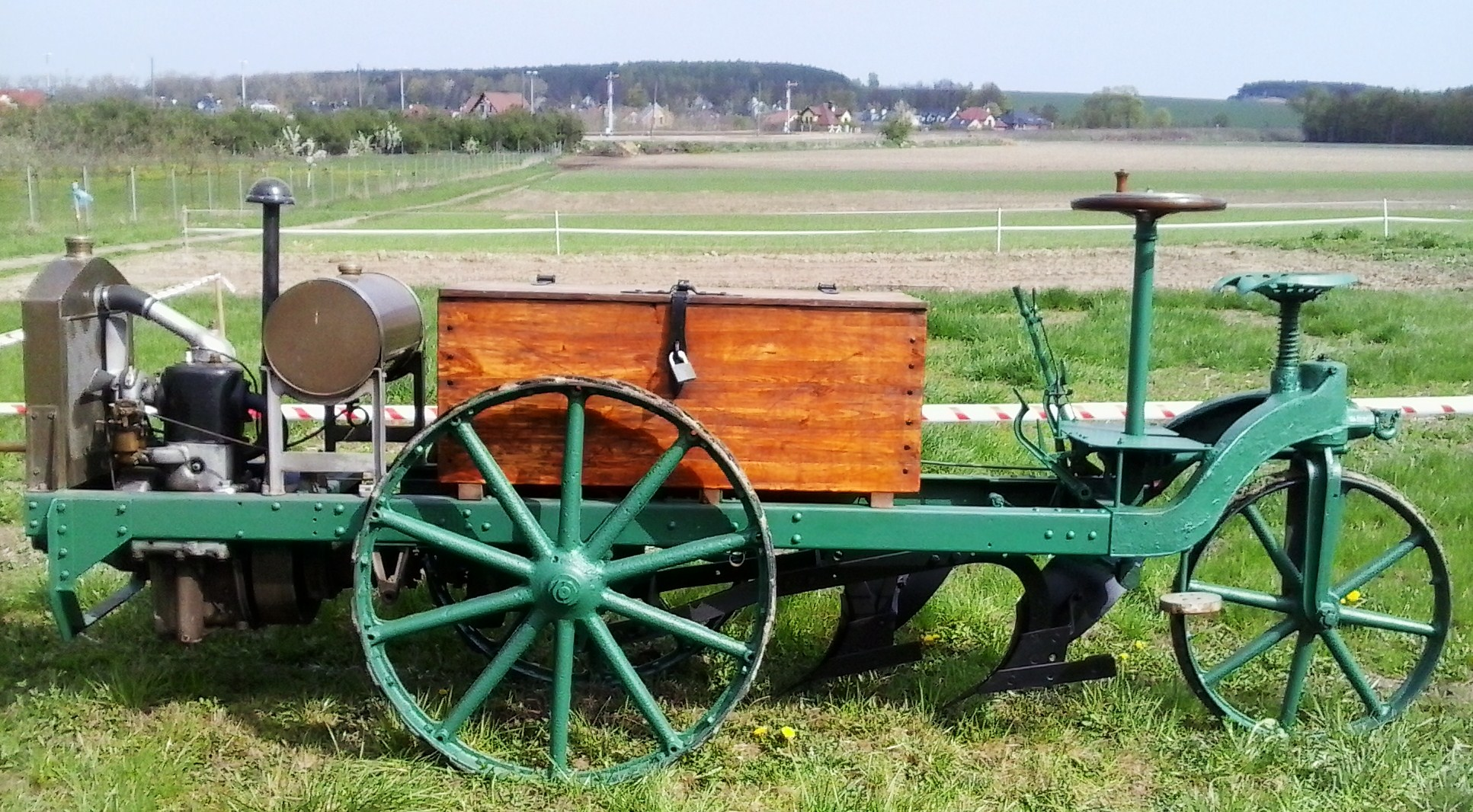
Praga motorplog

Motorplog var en tidig variant av jordbrukstraktorn.
Försök att ersätta lokomobiler med mobila maskiner med förbränningsmotorer inom jordbruket började i slutet av 1800-talet, då tester med motoriserade plogar gjordes. En av de första motorplogarna var den tjeckiska Praga, som hade en effekt på 10 hk. 
År 1902 presenterades den första bensindrivna traktorn, den brittiska lätta, trehjuliga Ivel Agricultural Tractor.
I Sverige fanns i början av 1900-talet en produktion av tändkulemotorer, vilket gjorde att svenska traktortillverkare oftast använde sig av sådana, snarare än av de flercylindriga förgasarmotorer, som de utländska traktorerna vanligen var utrustade med. 
År 1913 introducerade J.V. Svensons Motorfabrik traktorn Avance och 1914 Munktells Mekaniska Verkstad sin första traktor. Senare kom andra varianter av traktorer och motorplogar från Juneverken (June), Tidaholms bruk och AB Nybro Motorplogar (Tyr).
Under första världskriget stängdes import av amerikanska traktorer av, vilket ledde till att det i Sverige utvecklades en egen typ av motorplogar. De fungerade ganska bra, men de blev relativt dyra. Efter första världskriget och den ekonomiska krisen som följde, kunde de inte konkurrera med den billigare, masstillverkade amerikanska traktorn Fordson. Därför kom det amerikanska systemet med en traktor som drog redskapen efter att bli det rådande.